# Elophila nigrolinealis
Elophila nigrolinealis is een vlinder uit de familie van de grasmotten (Crambidae), uit de onderfamilie van de Acentropinae. De wetenschappelijke naam van deze soort is voor het eerst gepubliceerd in 1877 door Henry James Stovin Pryer.
De soort komt voor in China en Japan.